# 현악 사중주 9번 (베토벤)
《현악 사중주 9번 가장조, 작품 번호 59-3》은 루트비히 판 베토벤에 의해 쓰인 세 개의 현악 사중주 "라주몹스키" 세트 중 세 번째 작품이다. 때로 라주몹스키 3번이라고도 칭한다.

## 개요
대단한 음악 애호가로, 자신의 현악 사중주단을 거느리고 있었을 뿐더러, 때때로 그 자신이 제2바이올린 주자로 활약했던, 당시의 빈 주재 러시아 대사 라주몹스키 백작은 자신의 악단이 연주할 현악 사중주 작품을 의뢰했고, 이에 베토벤은 그의 현악 사중주에서 7번부터 9번까지에 해당되는, 러시아적 정서의 세 개의 사중주, 라주몹스키 세트를 작곡했다; 라주몹스키는 1808년부터 1816년까지 현악 사중주단을 지속적으로 유지하고 있었다. 그는 베토벤의 오랜 친구이자 전속적인 바이올리니스트에 가까웠던 이그나츠 슈판치히에게 "세계 최고"가 될 새로운 현악 사중주단을 구성하라고 지시했는데, 이것은 영구적인 앙상블이었고, 최초의 프로페셔널 코드 사중주단이었다. 
세트의 세 개의 작품은 모두 긴 작품이며, 연주하기가 상당히 어렵다. 이러한 사실은 이것들이 빈의 많은 아마추어 앙상블을 염두에 두고 간단한 양식으로 쓰인 베토벤의 초기 실내악으로부터 급격히 이탈하는 것을 나타내는데, 파트의 복잡한 레이어링과 주제의 야심찬 개발로 더욱 풍부하고 다양해 졌지만, 연주자들에게는 기술적인 요구 사항이 많이 부과되며, 러시아 컨트리 댄스의 활기를 배경으로 지적인 푸가 주제의 균형 유지와 같은, 급진적인 양식의 병치에 의해 종종 어울리는, 요동치는 감정 변화가 있다. 사중주단의 반응은 대체로 부정적이었다. 베토벤의 실내악을 많이 연주한 바이올리니스트 슈판치히는 자신들이 너무 이례적이고 도전적이라고 주장했고, 이를 연주할 수 있는 바이올리니스트는 거의 없을 것이라고 예측했다. 이것들이 모두 1806년의 5월부터 11월까지 작곡되었다는 것은 베토벤이 소유한 속도와 숙달을 드러낸다. 세트의 모든 사중주는 1807년 2월에 처음 공연되었다. 세트의 악보 초판은 1808년 1월에 빈의 예술과 산업 상점 출판사를 통해 간행되었다. 헌정은 세트의 의뢰자였던 라주몹스키 백작에게 이루어졌다.
라주몹스키 세트의 세 개의 작품 중에서, 이 사중주는 가장 밝고 명랑한 분위기를 갖고 있다. 대위법 기술도 뛰어나고, 그 끝 악장은 푸가와 소나타 형식의 혼합의 양식을 띠고 있어서, 중기의 베토벤의 진면목을 여실히 보여주고 있다. 때로는 사중주라는 장르를 뛰어넘은 표현까지도 자아내고 있는데, 이러한 점에서 이 사중주는 교향곡풍의 현악 사중주라고 일컬어지기도 한다. 한때 오스트리아 음악가들은, 베토벤의 《교향곡 3번》과 닮아 있는 성격, 특히 양쪽 끝 악장에서 닮아 있는 당당한 영웅적 분위기 때문에, 이 악곡에 "영웅" 사중주라는 별칭을 붙였었다. 세트 중 앞에 있는 두 개의 사중주와는 달리 이 사중주에는 악보에 명시적으로 이름이 붙여진 "러시아 주제"가 없지만, 많은 학자들은 제2악장의 제1주제를 러시아에서 유래한 것으로 보고 있다.
베토벤 연구가인 폰 렌츠는 이 라주몹스키 세트를 “하늘에서 내려온 세 개의 기적”이란 말로 표현했다.

## 악장 구성
작품은 세트의 다른 사중주와 마찬가지로 4악장 형식을 따르고 있다: 
1. Introduzione. Andante con moto – Allegro vivace
2. Andante con moto quasi allegretto
3. Menuetto Grazioso
4. Allegro molto

총 연주 소요 시간은 대략 30분 정도이다.

### 제1악장. 서주. 안단테 콘 모토 — 알레그로 비바체
다장조, 소나타 형식, "3/4 박자 — 4/4 박자“.
감7화음의 힘있는 연주로 시작, 화성적인 완만한 서주 부분을 가진다. 거기에 주화음은 나타나지 않고, 혼돈된 분위기를 자아내고 있다. 소나타 형식의 주부는 약동감 넘치는 제1바이올린의 패시지에 의해 이끌어지는 매우 당당한 것이다. 그러나 이 제1주제에는 경쾌하면서도 새로운 리듬을 지닌 또 하나의 선율도 포함되어 있다. 그 주제의 동기는 악장 전체에 걸쳐 노작된다. 제2주제는 추이 주제로부터 도출된 것으로, 단편적이다. 전개부는 주로 제1주제를 다루고 있으나 매우 변화가 심하며 충실하다. 클라이맥스를 이룬 뒤 트릴로 재현부에 이어진다. 재현부는 제1주제를 화려하게 먼저 제시한다. 그 이후는 공식적이다. 결미부는 제1주제를 다루면서 힘차게 끝맺는다.

### 제2악장. 안단테 콘 모토 콰지 알레그레토
가단조, 소나타 형식, 6/8 박자.
첼로의 피치카토 반주에 따라 우울한 주제가 담담하게 불린다. 그것은 화성 단음계를 사용하며 민족적이기도 하다.

### 제3악장. 미뉴에트 그라치오소
다장조, 세도막 형식, 3/4 박자.
어느 정도 고전으로 회귀하는 듯한 인상을 받지만, 코다에서 종악장으로 아타카 되어 피날레의 중개 역할을 한다. 1부가 화성적으로 풍요로운 반면, 2부의 트리오는 대위법적으로 충실하다. 그러나 양쪽 다 모방의 수법이 쓰여지고 있다.

### 제4악장.알레그로 몰토
다장조, 소나타 형식, 4/4 박자.
그 곡상과 구성은 모든 곡의 역점이 될 뿐만 아니라, 라주몹스키 세트 안에서 피날레를 이룬다. 주제는 푸가풍으로 구축되어 곧 하나의 구축물이 된다. 제2주제는 주제의 동기에 의한 단편적인 것으로, 전개부는 주제를 반행형 등을 이용해 다양하게 전개한다. 그 중반은 제1바이올린부터 차례로 한 줄의 현만으로 선율이 전달되어 매우 긴장된다. 재현부는 푸가 주제에 대전율이 더해져, 한층 더 뜨거워지고, 화성적인 코다에 의해 강력하고 당당하게 닫힌다.

## 같이 보기
- 현악 사중주 7-9번, 작품 번호 59 - 라주몹스키 (베토벤)
- 베토벤의 현악 사중주